# Rolf Hurdelhey
Rolf Hurdelhey (* 4. Januar 1927 in Berlin; † Mai 2022) war ein deutscher Musiker, Sänger, Komponist und Arrangeur. Er war vor allem in der DDR bekannt als der „Bill Ramsey des Ostens“ und als Leiter verschiedener Ensembles.

## Werk
Rolf Hurdelhey war ein vielseitiger Musiker, der verschiedene Stile und Genres beherrschte. Er schrieb sowohl Schlager als auch Jazz- und Blasmusik. Er war bekannt für seinen humorvollen und schlagfertigen Gesangsstil, der an Bill Ramsey erinnerte. Er trat sowohl als Solist als auch als Saxophonist oder Pianist in verschiedenen Bands auf. Er arbeitete mit vielen bekannten Musikern der DDR zusammen, wie Walter Kubiczeck, Arndt Bause oder Helga Depré.
Zu seinen bekanntesten Liedern gehören „Die Männer sind schon die Liebe wert“, „Heut´ ist was los an der Spree“, „Ich schieße dir ein Souvenir“, „Die flotte Motte“, „Bambus“ oder „Radieschenbrot“.

## Ehrungen
Rolf Hurdelhey wurde für seine musikalischen Leistungen mehrfach ausgezeichnet. Er erhielt unter anderem den Kunstpreis des FDGB, den Kunstpreis des Bezirkes Frankfurt/Oder, die Ehrennadel des Verbandes Deutscher Konzertdirektionen und die Ehrenmedaille des Landes Brandenburg.

## Werke (Auswahl)
- Baby Doll (1965)
- Bambus (1965)
- Die flotte Motte (1965)
- Die Männer sind schon die Liebe wert (1962)
- Heut´ ist was los an der Spree (1961, mit Helga Depré)
- Ich schieße dir ein Souvenir (1965)
- In der Liebe gibt es keine Garantie (1962)
- Klipp klapp Klabautermann
- Mein Vehikel (1964)
- Ohne dich bin ich ein Dampfer ohne Hafen
- Radieschenbrot (1968)
- Schon wieder was mit Liebe (1962)
- Venus (1961)